# Chiesa commendale dell'Ordine Gerosolimitano di San Giovanni Battista
La chiesa commendale dell'Ordine Gerosolimitano di San Giovanni Battista è una chiesa di Chiaramonte Gulfi in provincia di Ragusa. San Giovanni Battista è il Protettore della città.

## Storia e descrizione
La chiesa fu costruita alla fine del XIV secolo dai Conti di Modica ad uso cavalieri di Malta fondando cosi una Commenda che in seguito fu annessa a quella di Modica e Randazzo. In essa ha sede una confraternita laicale già esistente nel 1587 dedicata a Maria SS. della Misericordia La chiesa è a tre navate e in origine era tutta affrescata in stile bizzarro (sono presenti in alcune colonne diverse testimonianze) e il soffitto era di tavole. La presente struttura risale agli ultimi rifacimenti dopo il terremoto del 1693, gli stucchi sono opera del Maestro Giuseppe Cultrera da Licodia Eubea, mentre gli ovali delle colonne rappresentanti la vita del Precursore sono del 1550 fatti lavorare da un artista messinese a spese del Gran Priorato di Messina; la monumentale facciata risale al XIX secolo. Sottostante la sagrestia vi è la cripta della confraternita, risalente alla fondazione della Chiesa. Le opere d'arte custodite all'interno della Chiesa sono:
- la statua del Cristo alla Colonna in legno, Camelo Distefano prima metà dell'Ottocento, posto nella settecentesca vara già di San Giovanni Battista, fatta lavorare in Malta dal Sac. Frà Antonino Ventura, Conventuale di Giustizia dell'Ordine di Malta;
- Maria dei Sette Dolori olio su tela opera di Simone Ventura (sec. XVIII);
- la statua di san Giovanni Battista in legno risalente al XIV sec., di cui si sconosce la provenienza e la fattura, abbellita nel 1869 da Cesare Cappellani da Palazzolo Acreide con l'aggiunta postuma del manto in cartapesta, fu posta all'interno di un artistico fercolo in legno opera di Mariano e Rosario Distefano su disegno dello zio sacerdote Gaetano Distefano e indorato dal Cesare Cappellani, fu benedetto il 29 agosto 1869.
- La Natività di Gesù con San Giacomo - olio su tela di Vito D'Anna. (sec. XVIII);
- Nostra Signora della Misericordia già Madonna degli Agonizzanti - Frà Giovanni Portaluni, cavaliere Gerosolimitano (inizi sec. XVII)
- Natività di Gesu', olio su tela di scuola siciliana (sec. XVIII);
- Madonna di Monserrato, olio su tela di scuola siciliana (sec. XVIII);
- Madonna di Monserrato con Sant'Apollonia e Sant'Onofrio, olio su tela autore ignoto (1778);
- Lapide sepolcrale in marmo intarsiato del 1700 rappresentante la morte che vince sul tempo;
- Organo a Canne, Michele Polizzi (1935)
- Decollazione di San Giovanni Battista, olio su tela opera di Carmelo Battaglia (1780);
- San Raffaele Arcangelo, olio su tela opera di Giuseppe Cutello (1832);
- la statua di San Raffaele Arcangelo, scultura in tela colla (sec. XVIII);
- Addolorata, olio su tela opera di Lorenzo Cutello (1818);
- Santa Filomena olio su tela opera di Giuseppe Cutello (sec.1844);
- l'altare del Santissimo Sacramento con tronetto in legno, opera di Bonaventura Puccio datato 1915;
- Gesù nell'Orto olio su tela opera di Simone Ventura (sec. XVIII);
- l'altare maggiore in marmo (sec. XVIII);
- la balaustra in pece del 1600;
- Battesimo di Gesù - olio su tela di scuola "Caravaggesca"  donato alla chiesa dal Commendatore di Modica e Randazzo, Frà Giambattista Tomasi, futuro Gran maestro dell'ordine di Malta (1782).
- il ciclo degli affreschi sulla vita di San Giovanni Battista, lavorato su commissione del Gran Priorato di Messina dell'Ordine Gerosolimitano nel sec. XVI;
- Via Crucis, olio su zinco opera di Gaetano Distefano (sec. XIX);

Nel 1995 è stato benedetto il nuovo altare e l'ambone in marmo di Carrara con fregi in bronzo dorato, opera del professore Gismondi e nel 2000 è stato benedetto il nuovo portone ornato con grandi pannelli in bronzo che raccontano la vita del santo precursore di Cristo, protettore della città.